# ميشيل فيدال
ميشيل فيدال (بالإنجليزية: Michel Vidal)‏ هو صحفي ودبلوماسي ومُحرِّر وسياسي أمريكي، ولد في 1 أكتوبر 1824 في قرقشونة في فرنسا، وتوفي في 1895. حزبياً، نشط في الحزب الجمهوري. وقد انتخب عضو مجلس النواب الأمريكي.